# 本町出口
本町出口（ほんまちでぐち）は、大阪府大阪市中央区にある、阪神高速道路1号環状線の出口。出口のみのハーフICである。一方通行である環状線で唯一の右側からの出口であり、12号守口線から本町出口を降りるには短い区間で多くの車線変更が必要である。
出路は2車線設けられているが、末端付近で東の上町方面と西の船場方面とに分岐する形状となっているため、本線から分岐後ほどなく車線変更禁止となる。

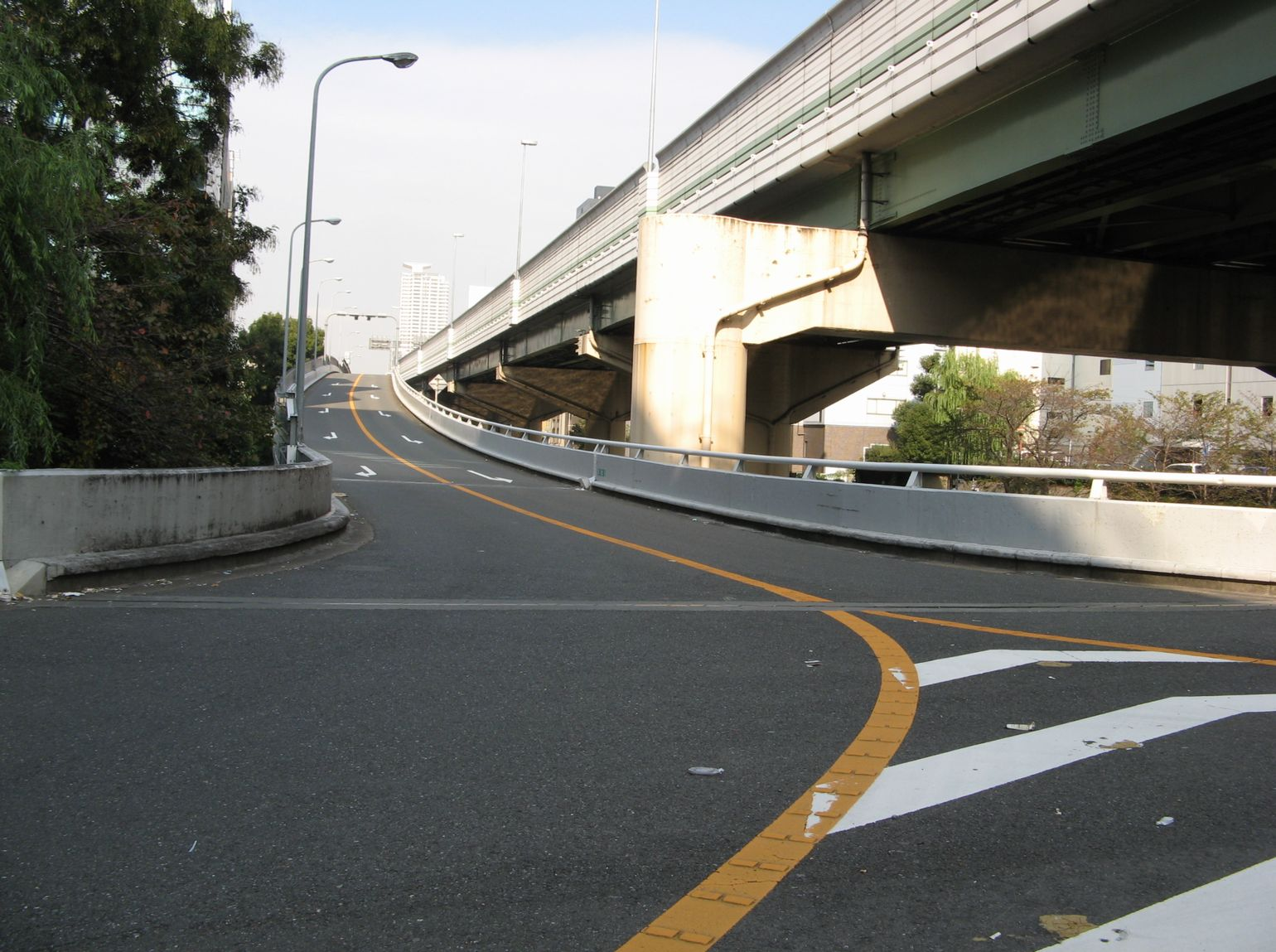
本町出口

## 連絡する道路
- 本町通

## 周辺
- 本町駅
- マイドームおおさか
- 大阪商工会議所
- 船場センタービル
- 松屋町
- 松屋町筋
- 本町通
- 堺筋本町駅
- 大阪東郵便局
- りそな銀行本店
- 中大江公園

## 隣
阪神高速1号環状線
(1-07)高麗橋入口 - (1-08)本町出口 - 東船場JCT - (1-09)長堀入口